# Péter Kelemen
Péter Kelemen (ur. 6 lutego 1999 w Szombathely) – węgierski skoczek narciarski, reprezentant klubu Kőszegi SE. Uczestnik mistrzostw świata seniorów, mistrzostw świata juniorów oraz zimowego olimpijskiego festiwalu młodzieży Europy z 2015. Dwukrotny brązowy medalista mistrzostw kraju (2015), zdobywał również medale imprez tej rangi w kategoriach juniorskich.

## Życie prywatne
Kelemen urodził się w Szombathely, a obecnie (2016 rok) mieszka w miejscowości Kőszeg. Skoki narciarskie uprawiają również jego młodsi bracia – Dávid i Zalán oraz ojciec – Tamás. W przeszłości skakał również jego dziadek – Zoltán Kelemen, który, podobnie jak Péter Kelemen, też reprezentował Węgry na arenie międzynarodowej, a w 1980 zdobył tytuł mistrza Węgier.

## Przebieg kariery

### Początki (do 2013)
Kelemen wielokrotnie rywalizował w dziecięcych zawodach międzynarodowych, startując w nich już w wieku kilku lat. Brał udział między innymi w konkursach Alpe Adria Kinder Tournee, czy dziecięcego Turnieju Czterech Skoczni. Ani razu nie stawał jednak na podium zawodów tej rangi, najwyżej plasując się na 4. pozycji w kategorii od 9 do 11 lat podczas międzynarodowych zawodów w Bad Freienwalde, gdzie w sierpniu 2008 wyprzedził dwóch Niemców i jednego Bułgara.
W lipcu 2011 wziął udział w nieoficjalnych mistrzostwach świata dzieci rozgrywanych w Garmisch-Partenkirchen. W konkursie indywidualnym do lat 12 zajął 25. pozycję, wyprzedzając po jednym skoczku z Niemiec, Włoch i Łotwy, a w konkursie drużynowym w tej samej kategorii wiekowej, wraz z zespołem węgierskim, w którym oprócz niego startowali jeszcze Kristóf Molnár i Bálint Haiszán, uplasował się na 19. miejscu, wyprzedzając drugi zespół Włoch oraz Estonię, która wystartowała tylko w dwuosobowym składzie – Kevin Maltsev i Taavi Pappel.
W sierpniu 2012 wystartował w zawodach FIS Youth Cup w Hinterzarten, w których rywalizowali zawodnicy urodzeni w 1998 i młodsi. W konkursie tym Kelemen uplasował się na 42. pozycji, wyprzedzając dwóch swoich rodaków oraz po jednym Czechu i zawodniku z Korei Południowej.
Kelemen zdobywał także medale mistrzostw Węgier w różnych kategoriach juniorskich.

### Sezon 2013/2014

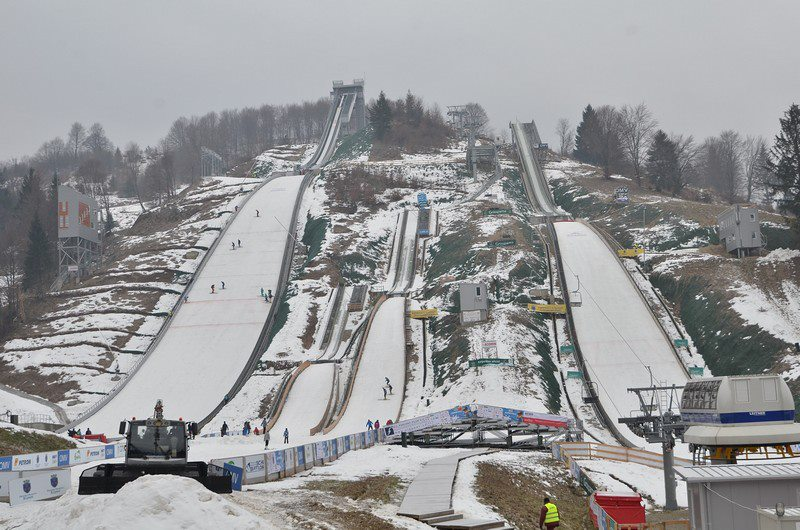
Trambulina Valea Cărbunării – kompleks skoczni narciarskich, na którym Kelemen zdobył jedyne w karierze punkty w zawodach rangi FIS – Pucharze Karpat

W październiku 2013 zwyciężył w kategorii zawodników urodzonych w 1999 i młodszych w VI edycji zawodów Chernel Kupa rozgrywanych w węgierskim mieście Kőszeg, pokonując jednak tylko swoich rodaków – Tamása Reymeyera i Kristófa Molnára.
W lutym 2014 zadebiutował w oficjalnych zawodach międzynarodowych rozgrywanych pod egidą Międzynarodowej Federacji Narciarskiej (FIS). Wziął wówczas udział w 4 konkursach odbywających się w rumuńskiej miejscowości Râșnov – dwóch w ramach Pucharu Karpat i dwóch w ramach FIS Cup. W pierwszym konkursie Pucharu Karpat zajął 29. pozycję, wyprzedzając trzech Kazachów oraz po jednym Węgrze i Bułgarze, a dzień później był 27., pokonując czterech Kazachów oraz po jednym Rumunie, Węgrze, Bułgarze i Rosjaninie. Były to jedyne w jego karierze starty w zawodach pod egidą FIS, w których zdobywał punkty. W sumie zgromadził ich 6, dzięki czemu uplasował się na 51. pozycji w klasyfikacji generalnej sezonu 2013/2014 tego cyklu. W rozegranych następnie konkursach FIS Cup plasował się na przełomie czwartej i piątej dziesiątki – w pierwszych zawodach był 41., wyprzedzając dwóch Kazachów, a w drugich zajął 39. miejsce, pokonując dwóch Kazachów i jednego Węgra.
Starty w Râșnovie były jednocześnie jego ostatnimi na arenie międzynarodowej w sezonie 2013/2014.

### Sezon 2014/2015
W sierpniu 2014 wziął udział w konkursie FIS Cup w Hinterzarten, zajmując ostatnią, 68. pozycję. Znalazł się również na liście startowej kolejnego konkursu tej rangi, rozgrywanego dzień później w tym samym mieście, jednak ostatecznie nie pojawił się na starcie rywalizacji.

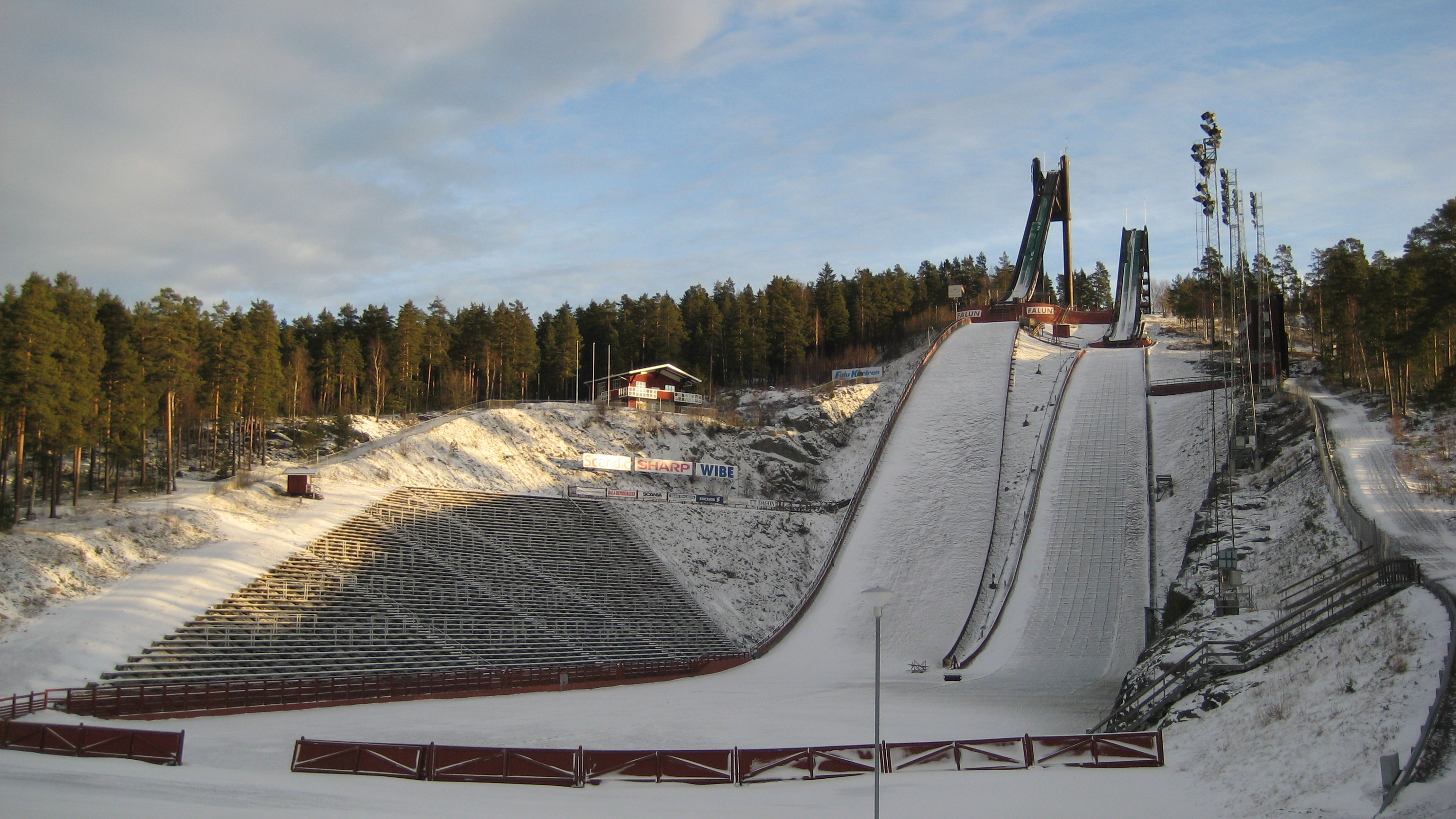
Kompleks skoczni Lugnet w Falun – na skoczni normalnej (znajdującej się po prawej stronie) Kelemen w 2015 odpadł w kwalifikacjach do konkursu indywidualnego mężczyzn podczas mistrzostw świata seniorów

W oficjalnych zawodach międzynarodowych pod egidą FIS wystąpił ponownie pod koniec stycznia 2015. Wziął wówczas udział w konkursie indywidualnym chłopców podczas Zimowego Olimpijskiego Festiwalu Młodzieży Europy 2015 w Tschagguns. Po skoku na odległość 64 metrów zajął 50. miejsce, wyprzedzając Bułgara Ewelina Mitewa i Szweda Kevina Berga.
W lutym tego samego roku wystartował w mistrzostwach świata juniorów, gdzie, po skoku na odległość 59 metrów, zajął ostatnie, 64. miejsce, tracąc do przedostatniego Artura Sarkisianiego z Gruzji 25,5 punktu.
Następnie Kelemen, jako drugi węgierski skoczek narciarski w XXI wieku (po Ákosie Szilágyim), został zgłoszony do udziału w mistrzostwach świata seniorów, w których wśród kobiet wystąpić miała również jego rodaczka – Virág Vörös. Podczas zawodów w Falun wziął udział w kwalifikacjach do konkursu indywidualnego mężczyzn na skoczni normalnej, gdzie, po skoku na odległość 56 metrów, zajął ostatnie, 59. miejsce, tracąc do przedostatniego Stepana Pasicznyka z Ukrainy, 5,3 punktu. W rywalizacji tej był drugim najmłodszym zawodnikiem na starcie (młodszy od niego był tylko Kazach Siergiej Tkaczenko).
Start na mistrzostwach świata seniorów był jego ostatnim na arenie międzynarodowej w sezonie 2014/2015.

### Sezon 2015/2016
W sierpniu 2015 wziął udział w konkursach FIS Cup w Szczyrku – w pierwszym z nich zajął 78. pozycję, wyprzedzając po jednym Słowaku, Węgrze i Ukraińcu, a w drugim uplasował się na 75. miejscu, pokonując trzech swoich rodaków oraz Słowaka i Bułgara. We wrześniu 2015 ponownie wystartował w dwóch konkursach FIS Cup, rozgrywanych tym razem w Einsiedeln – w obu uplasował się na ostatnim, 71. miejscu. Drugi z tych konkursów, który miał miejsce 13 września 2015, był jednocześnie ostatnim w jego karierze startem w oficjalnych zawodach międzynarodowych rozgrywanych przez FIS.

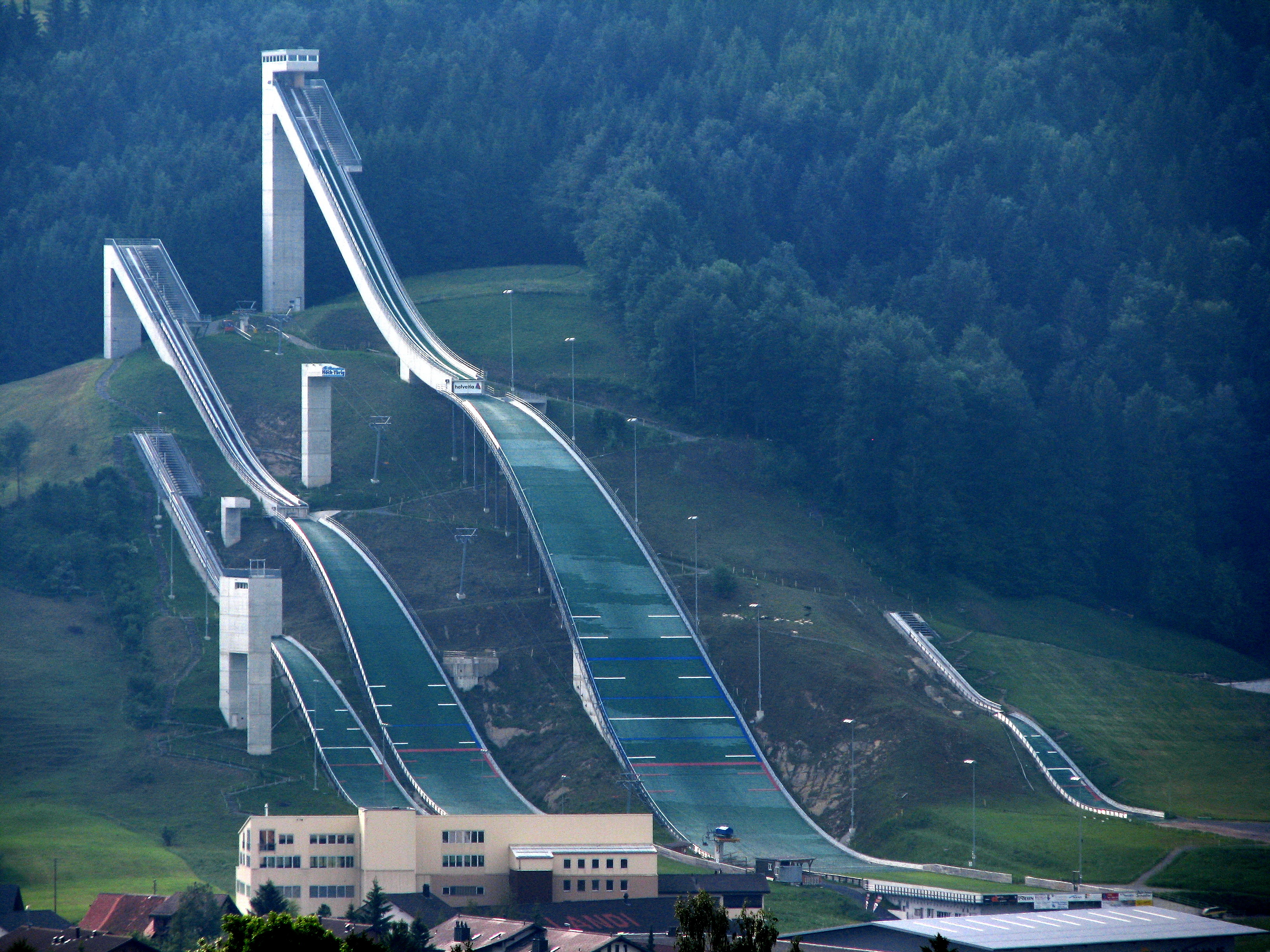
Kompleks skoczni Schanzen Einsiedeln – na największej z nich (Andreas Küttel-Schanze) Kelemen po raz ostatni w karierze wystąpił w zawodach rangi FIS

30 października 2015 podczas zorganizowanych w Planicy mistrzostw Węgier, zdobył brązowe medale w konkursach indywidualnych na skoczniach K-56 i K-72, w obu przypadkach przegrywając z Kristófem (dwukrotnie pierwszy) i Flóriánem (w obu konkursach drugi) Molnárami.
W lutym 2016 ogłoszono, że podobnie jak rok wcześniej, Kelemen znalazł się w składzie reprezentacji Węgier na mistrzostwa świata juniorów. Ostatecznie jednak, podobnie jak pozostali Węgrzy, nie został zgłoszony do tych zawodów.
Po zakończeniu sezonu 2015/2016 Kelemen zdecydował się zakończyć karierę skoczka narciarskiego. Powodem jego decyzji był brak postępów połączony z brakiem satysfakcji z uprawiania skoków narciarskich.

## Mistrzostwa świata

### Indywidualnie
| 2015 Falun | – | nie zakwalifikował się (K-90) |

### Starty P. Kelemena na mistrzostwach świata – szczegółowo
| Miejsce | Dzień     | Rok  | Miejscowość | Skocznia | Punkt K | HS     | Konkurs  | Skok 1 | Skok 2 | Nota     | Strata                  | Zwycięzca               |
| ------- | --------- | ---- | ----------- | -------- | ------- | ------ | -------- | ------ | ------ | -------- | ----------------------- | ----------------------- |
| NQ      | 21 lutego | 2015 | Falun       | Lugnet   | K-90    | HS-100 | indywid. | 56,0 m | 56,0 m | 34,7 pkt | Nie zakwalifikował się. | Nie zakwalifikował się. |

## Mistrzostwa świata juniorów

### Indywidualnie
| 2015 Ałmaty | – | 64. miejsce |

### Starty P. Kelemena na mistrzostwach świata juniorów – szczegółowo
| Miejsce | Dzień    | Rok  | Miejscowość | Skocznia      | Punkt K | HS     | Konkurs  | Skok 1 | Skok 2 | Nota     | Strata    | Zwycięzca            |
| ------- | -------- | ---- | ----------- | ------------- | ------- | ------ | -------- | ------ | ------ | -------- | --------- | -------------------- |
| 64.     | 5 lutego | 2015 | Ałmaty      | Gornyj Gigant | K-95    | HS-106 | indywid. | 59,0 m | –      | 33,5 pkt | 236,4 pkt | Johann André Forfang |

## Zimowy olimpijski festiwal młodzieży Europy

### Indywidualnie
| 2015 Tschagguns | – | 50. miejsce |

### Starty P. Kelemena na zimowym olimpijskim festiwalu młodzieży Europy – szczegółowo
| Miejsce | Dzień       | Rok  | Miejscowość | Skocznia                   | Punkt K | HS     | Konkurs  | Skok 1 | Skok 2 | Nota     | Strata    | Zwycięzca     |
| ------- | ----------- | ---- | ----------- | -------------------------- | ------- | ------ | -------- | ------ | ------ | -------- | --------- | ------------- |
| 50.     | 27 stycznia | 2015 | Tschagguns  | Montafoner Schanzenzentrum | K-97    | HS-108 | indywid. | 64,0 m | –      | 54,0 pkt | 217,3 pkt | Niko Kytösaho |

## FIS Cup

### Miejsca w poszczególnych konkursachFIS Cupu
| Sezon 2013/2014                                                               |         |              |              |         |         |            |            |          |          |          |          |            |            |            |            |                     |          |             |             |         |             |             |             |              |              |        |        |        |        |        |        |        |        |        |        |        |        |        |        |        |        |        |
| Villach                                                                       | Villach | Szczyrk      | Szczyrk      | Kuopio  | Kuopio  | Kranj      | Kranj      | Zakopane | Zakopane | Frenštát | Frenštát | Einsiedeln | Einsiedeln | Râșnov     | Râșnov     | Notodden            | Notodden | Brattleboro | Brattleboro | Râșnov  | Râșnov      | Zakopane    | Zakopane    | punkty       | punkty       | punkty | punkty | punkty | punkty | punkty | punkty | punkty | punkty | punkty | punkty | punkty | punkty | punkty | punkty | punkty | punkty | punkty |
| -                                                                             | -       | -            | -            | -       | -       | -          | -          | -        | -        | -        | -        | -          | -          | -          | -          | -                   | -        | -           | -           | 41      | 39          | -           | -           | 0            | 0            | 0      | 0      | 0      | 0      | 0      | 0      | 0      | 0      | 0      | 0      | 0      | 0      | 0      | 0      | 0      | 0      | 0      |
| Sezon 2014/2015                                                               |         |              |              |         |         |            |            |          |          |          |          |            |            |            |            |                     |          |             |             |         |             |             |             |              |              |        |        |        |        |        |        |        |        |        |        |        |        |        |        |        |        |        |
| Villach                                                                       | Villach | Hinterzarten | Hinterzarten | Kuopio  | Kuopio  | Einsiedeln | Einsiedeln | Planica  | Planica  | Szczyrk  | Szczyrk  | Râșnov     | Râșnov     | Notodden   | Notodden   | Szczyrbskie Jezioro | Zakopane | Zakopane    | Kranj       | Kranj   | Brattleboro | Brattleboro | Lake Placid | Hinterzarten | Hinterzarten | punkty |        |        |        |        |        |        |        |        |        |        |        |        |        |        |        |        |
| -                                                                             | -       | 68           | -            | -       | -       | -          | -          | -        | -        | -        | -        | -          | -          | -          | -          | -                   | -        | -           | -           | -       | -           | -           | -           | -            | -            | 0      |        |        |        |        |        |        |        |        |        |        |        |        |        |        |        |        |
| Sezon 2015/2016                                                               |         |              |              |         |         |            |            |          |          |          |          |            |            |            |            |                     |          |             |             |         |             |             |             |              |              |        |        |        |        |        |        |        |        |        |        |        |        |        |        |        |        |        |
| Villach                                                                       | Villach | Kuopio       | Kuopio       | Szczyrk | Szczyrk | Einsiedeln | Einsiedeln | Râșnov   | Râșnov   | Notodden | Notodden | Zakopane   | Zakopane   | Pjongczang | Pjongczang | Whistler            | Whistler | Eau Claire  | Eau Claire  | Planica | Planica     | Harrachov   | Harrachov   | punkty       | punkty       | punkty | punkty | punkty | punkty | punkty | punkty | punkty | punkty | punkty | punkty | punkty | punkty | punkty | punkty | punkty | punkty | punkty |
| -                                                                             | -       | -            | -            | 78      | 75      | 71         | 71         | -        | -        | -        | -        | -          | -          | -          | -          | -                   | -        | -           | -           | -       | -           | -           | -           | 0            | 0            | 0      | 0      | 0      | 0      | 0      | 0      | 0      | 0      | 0      | 0      | 0      | 0      | 0      | 0      | 0      | 0      | 0      |
| Legenda                                                                       |         |              |              |         |         |            |            |          |          |          |          |            |            |            |            |                     |          |             |             |         |             |             |             |              |              |        |        |        |        |        |        |        |        |        |        |        |        |        |        |        |        |        |
| 1 2 3 4-10 11-30 poniżej 30 dq – dyskwalifikacja - − zawodnik nie wystartował |         |              |              |         |         |            |            |          |          |          |          |            |            |            |            |                     |          |             |             |         |             |             |             |              |              |        |        |        |        |        |        |        |        |        |        |        |        |        |        |        |        |        |